# Beleg van Zutphen (1672)

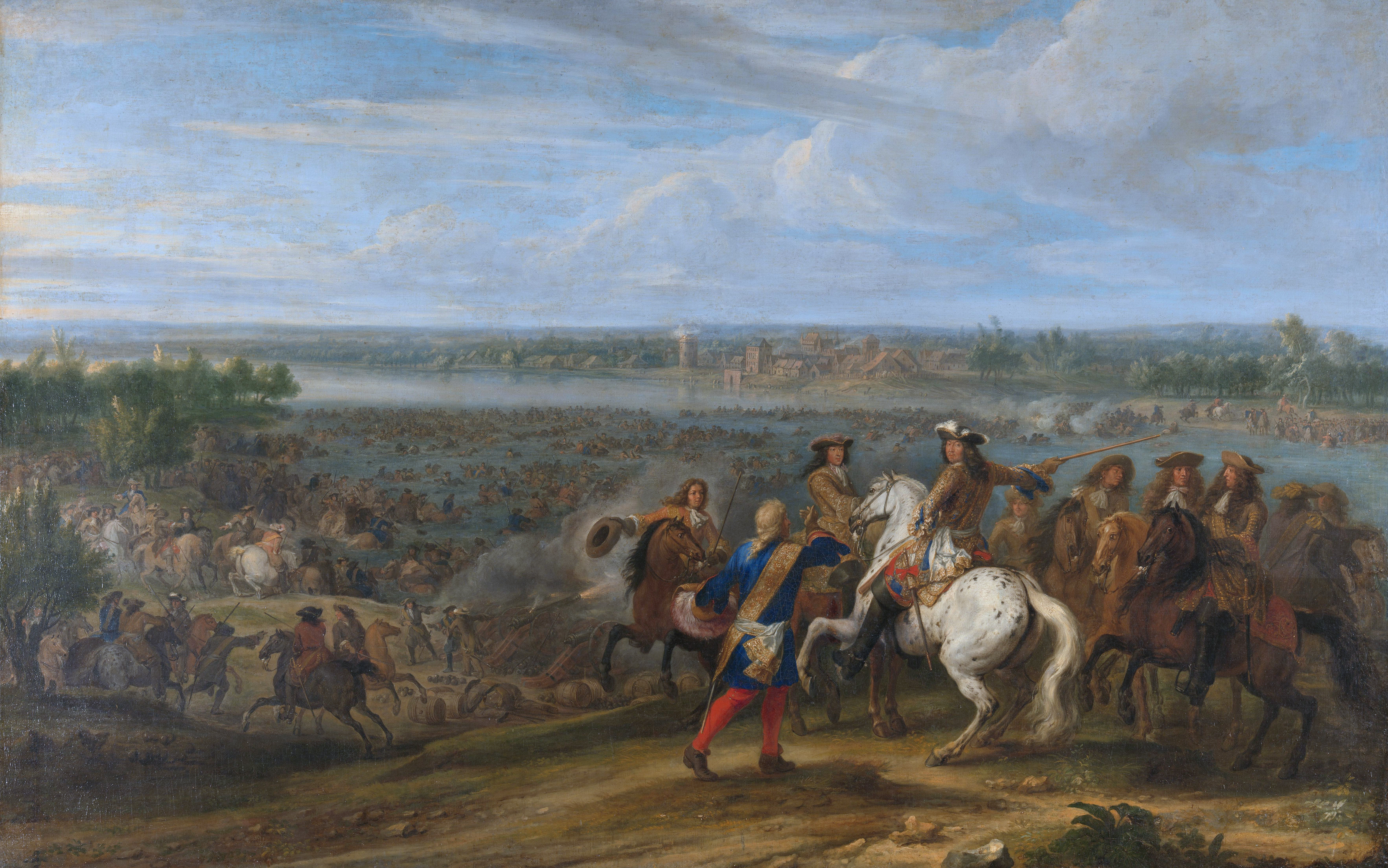
Lodewijk XIV trekt bij het Tolhuis bij Lobith de Rijn over, 12 juni 1672 (Adam Frans van der Meulen).

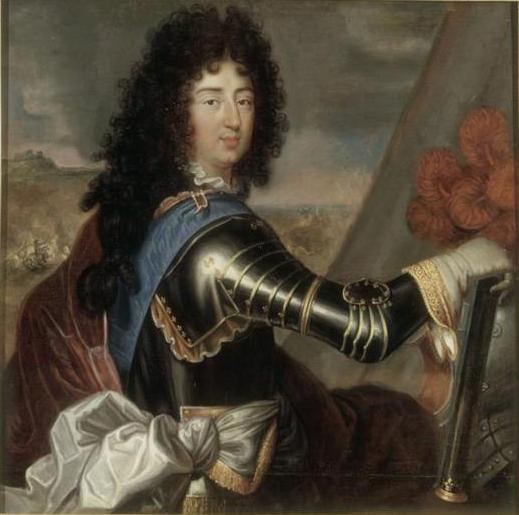
Filips van Frankrijk (1640-1701), Hertog van Orleans

Het Beleg van Zutphen is een belegering van de stad Zutphen door Franse troepen tijdens de Hollandse Oorlog onder leiding van de Philippe de France de Hertog van Orléans, in het Rampjaar 1672. In dit jaar werd de Republiek der Zeven Verenigde Nederlanden, voorganger van het huidige Koninkrijk der Nederlanden aangevallen door Engeland, Frankrijk, en de bisdommen Münster en Keulen.

## Aanloop naar het beleg
Het bondgenootschap met de bisschoppen van Keulen en Münster maakte het de Fransen mogelijk om de Republiek vanuit het oosten aan te vallen, langs de Rijn. De Fransen rukten op met een leger van misschien wel 120.000 man sterk, een van de grootste legers die Europa tot die tijd had gezien. De Republiek der Zeven Verenigde Nederlanden had sinds 1648 haar landleger verwaarloosd. De IJssel-linie hield niet lang stand en de Franse troepen drongen door tot in het hart van de Republiek. Zelfs de stad Utrecht werd door de Fransen bezet. Alleen de inundatie van de Waterlinie verhinderde de Fransen om in Holland zelf door te dringen.

### Toestand in Zutphen
Zutphen was een Hanzestad aan de oostoever van de rivier de IJssel. De stad was al ruim 80 jaar in Staatse handen, nadat Prins Maurits de stad in 1591 in vijf dagen tijd uit Spaanse handen wist te krijgen. De stad was vanaf die tijd dusdanig versterkt, dat het in die tijd gold als een van de sterkste steden van de Verenigde Nederlanden. In 1672 ten tijde van het beleg was waren de magazijnen goed gevuld en was de stad in staat om een langdurige belegering te weerstaan en het hoofd te kunnen bieden. Op de IJssel lagen zelfs enkele schepen die waren beladen met materieel voor een heel leger. Het materieel werd veiligheidshalve aan land gebracht en de schepen in brand gestoken, opdat deze niet in de handen van de Franse koning zouden kunnen vallen.

### Bezetting van de stad
De bezetting in Zutphen bestond uit 35 compagnieën voetvolk en drie compagnieën ruiters, twee compagnieën Utrechtse burgers, één compagnie uit Amersfoort, twee compagnieën waardgelders en de manschappen van Groenlo en Bredevoort. De laatste twee steden waren reeds in handen gevallen van de bisschop van Munster. Daarnaast waren ook nog eens vijf burgercompagnieën die hun leven wilden wagen hun stad.

## Belegering
Op 12 juni arriveerde een Franse onderhandelaar met trompet welke de stad in naam van koning Lodewijk XIV van Frankrijk kwam opeisen. Maar deze ontving een weigerend antwoord. Op 18 juni kwam er wederom een onderhandelaar voor de poorten, ditmaal vergezeld met de heren Bentinck en Barreveld. Deze boden de stad privileges aan in de vorm van vrije uitoefening van de Hervormde kerkdienst met een onbelemmerde uittocht van de bezetting met medeneming van al hun wapenen en vrije keus van bestemming. Als aan deze voorwaarden niet zou worden voldaan, zou Zutphen een strenge belegering wachten en niemand gespaard worden bij het bemachtigen van de stad.

### Beraad
Op het stadhuis te Zutphen werd onmiddellijk een vergadering gehouden. Maar de opperbevelhebber van de bezetting peilde onmiddellijk de mening van hogere en lagere officieren, toen hij bemerkte dat de stadsbestuurders op een overgave aanstuurden. Deze besloten eenduidig de stad tot de laatste man te verdedigen. Ondertussen waren er twee afgevaardigden naar het Frans leger gezonden. In de volgende middag verscheen de heer Bentinck wederom in de stad, daarbij de Franse koning roemende om zijn zachtmoedigheid. Daarbij voegde hij ook het advies om vooral het gunstige aanbod niet mis te lopen. Hij toonde een brief waarin stond dat de stad en provincie Utrecht zich al hadden onderworpen aan de Franse koning. Dit ter ontsteltenis van de bestuurders, die nog toenam bij de terugkomst van de afgevaardigden. Die aandrongen op een snelle beslissing. Wederom werd een vergadering belegd, die tot diep in de nacht duurde die nergens toe leidde, hoewel de tendens tot overgave de boventoon voerde. De burgers echter waren tegen overgave, temeer er in verre omstreken geen vijandelijke troepen te bespeuren waren.

### Besluit
Op 20 juni kwam het bestuur uiteindelijk tot een besluit, dit ter afkeuring van de burgers en bezetting. Besloten werd de stad over te geven in Franse handen en daarbij de meest gunstige voorwaarden af te dwingen. Jan Koelman, een van de officieren sprak daarover: "In mijne jeugd ben ik krijgsman geweest en heb ondervonden, dat men altijd de beste voorwaarden bedwingt, indien men den vijand tot aan het uiterste de tanden laat zien." Ondanks de dappere spraak van burgers en bezetting werden er drie gemachtigden met Bentinck gezonden om de Franse koning hun voorwaarden aan te bieden, waarbij burgers de drie beletten de stad te verlaten. Alleen Bentinck mocht gaan. Deze deed verslag aan de koning in Kasteel Ulenpas te Hoog Keppel over de onenigheid in de stad, waarop deze de hertog van Orléans naar Zutphen zond om de stad in te nemen, en bij weigering een streng beleg te voeren.

### Beleg en onderhandeling
De volgende dag, op 21 juni, stond de hertog van Orléans voor de stad. De Fransen werden met grof geschut vanaf de stadswallen begroet, zodat deze onmiddellijk genoodzaakt was zich weer terug te trekken. In de nacht troffen zij voorbereidingen voor een beleg. Loopgraven en mijnen werden aangelegd in de nacht, om de stad te naderen. Ook in Zutphen zat de bezetting niet stil, ze ondernam verschillende uitvallen om de Franse werken te verstoren en daarbij de Fransen van de wallen af te drijven. Door de onenigheid binnen de stad ontbrak het echter aan een goede coördinatie en op 23 juni werden nieuwe voorwaarden ter overgave geschreven en aan de Hertog van Orléans voorgelegd. Deze verwierp de voorwaarden en zond de afgevaardigden onder begeleiding van een sterk leger terug naar de Zutphen met zijn eigen voorwaarden.

## Onderlinge onenigheid en inname van de stad
Intussen was het de Fransen op 25 juni gelukt een ravelijn in te nemen. En als de brug niet tijdig was opgehaald, waren zij beslist in de stad doorgedrongen. Echter op dat moment riep een van de burgemeesters: "Goed akkoord, mannen. Doet dus open" waarop de brug werd neergelaten en de poort geopend. De Fransen rukten massaal de stad in, tot groot ongenoegen van burgers die daarop hun wapens op de grond smeten en snel naar hun huizen gingen om hun eigendommen tegen plunderaars te behoeden. Door de overeengekomen voorwaarden bleef Zutphen plunderingen bespaard. De bezetting in Zutphen werd ontwapend en opgesloten in de Walburgiskerk waar ze gevangen werden gehouden totdat hun losgeld betaald werd. Zij eisten voor behoud van vestingwerken en brandschatting een losgeld van 150.000 gulden, die echter met 98.000 gulden werd afbetaald. In Zutphen werden vermoedelijk 1000 Ieren gestationeerd na de inname.

## Nasleep
De Franse bezetting duurde tot in 1674, waarbij burgers het zwaar kregen te verduren. De Walburgiskerk werd opnieuw ingericht voor de katholieke eredienst, maar na het vertrek van de Fransen weer teruggegeven aan de protestanten. De schattingen drukten zwaar op de burgerij. Echter de stad wist na 1674 snel te herstellen.
1473: Beleg door Karel de Stoute ·
1481: Beleg door Bourgondiërs ·
1572: Inname door Willem van den Bergh ·
1572: Bloedbad van Zutphen ·
1584: Beleg door Hohenlohe ·
1586: Beleg door Dudley · Slag bij Warnsveld ·
1591: Beleg door Maurits ·
1672: Beleg door Fransen